# NGC 2958
NGC 2958 je galaksija u zviježđu Lavu.

## Vanjske poveznice
- SEDS: NGC 2958